# Caio Foz
Caio Foz ou Induscar Foz é uma carroceria de micro-ônibus fabricada pela encarroçadora CAIO Induscar, de Botucatu/SP. Sua aplicação é mais destinada a sistemas de transporte escolar, ou a turismo e fretamento de pequenos grupos de pessoas. 